# Забрдени (Костур)
Забрдени (грч. Μελάνθιο, до 1927. грч. Ζαμπύρδενη) је насељено место у општини Рупишта у периферији Западна Македонија, Грчка. Према попису из 2021. године било је 72 становника.
Према бугарском географу и историчару, Василу Канчову, у Забрденима је 1900. године живело 300 Словена муслимана. Године 1924. муслиманско становништво је принудно исељено у Турску а на њихово место су насељене грчке избеглице из Турске, којих је на попису из 1928. године било 329.